# جورج غري اندروز
جورج غري اندروز (بالإنجليزية: George Grey Andrews)‏ هو مهندس نيوزيلندي، ولد في 17 مايو 1880، وتوفي في 19 يناير 1952.